# الکساندرو دوبرسکو
الکساندرو دوبرسکو (رومانیایی: Alexandru Dobrescu؛ زادهٔ ۲۷ سپتامبر ۱۹۳۰) بازیگر اهل رومانی است.
از فیلم‌هایی که وی در آن‌ها نقش داشته است، می‌توان به کمیسر متهم می‌کند، با دست‌های پاک، رینگ، سرنوشت بد، آینه، میهائیل، سگ سیرک، میهائیل، سگ سیرک، تلهٔ مزدوران، چوله‌آندرا، فناناپذیران و انتقام اشاره نمود.